# Двопек
Двопек (енгл. Hardtack) је врста дуготрајног, више пута препеченог хлеба, који је у Европи и њеним колонијама због мале тежине, велике енергетске вредности и дугог рока трајања све до открића козервиране хране био основна намирица у исхрани путника, војника на маршу и морнара на дугим путовањима. У Србији је све до после Другог светског рата био познат под турским називом пексимит (тур. Peksimet).